# Hübja
Hübja is een plaats in de Estlandse gemeente Saaremaa, provincie Saaremaa. De plaats heeft de status van dorp (Estisch: küla).
Tot in december 2014 behoorde Hübja tot de gemeente Kaarma, tot in oktober 2017 tot de gemeente Lääne-Saare en sindsdien tot de fusiegemeente Saaremaa.

## Bevolking
Het dorp had 8 inwoners op 31 december 2011 en ook 8 inwoners op 31 december 2021.

## Geschiedenis
Hübja werd voor het eerst genoemd 1592 onder de naam Hubby jorgies. Het dorp behoorde toen tot het landgoed rond de kerk van Kaarma. In 1977 werd Hübja bij Hakjala gevoegd. In 1997 werd het weer een zelfstandig dorp.